# The Right Stuff
The Right Stuff è il primo album in studio della cantante e attrice statunitense Vanessa Williams, pubblicato nel 1988.

## Tracce
1. The Right Stuff (Kipper Jones, Rex Salas) - 4:18
2. Be a Man (Jones, Larry Robinson, Patrice Rushen) - 4:57
3. Dreamin' (Lisa Montgomery, Geneva Paschal) - 5:25
4. If You Really Love Him (Chuckii Booker, Salas) - 5:24
5. (He's Got) The Look (Wesley Thomas Jr., Adil Bayyan, Amir-Salaam Bayyan) - 4:11
6. I'll Be the One (Johnny Elkins, Mike Greene)  - 4:05
7. Security (Jones, Salas) - 4:38
8. Darlin' I (Kenny Harris, Salas) - 4:07
9. Am I Too Much? (David Paul Bryant, Darryl Ross) - 4:08
10. Can This Be Real? (Dan Serafini) - 5:15
11. Whatever Happens (Larry Carlton, Bill Withers) - 3:26